# 錫倫岩
74°33′S 98°24′W / 74.550°S 98.400°W
錫倫岩（英語：Siren Rock），是南極洲的岩石，位於埃爾斯沃思地，處於摩西山以東22公里，屬於哈德森山脈的一部分，美國地質調查局根據測量和美國海軍拍攝的空中照片繪入地圖，現時由南極條約體系管理。